# Nereis thompsoni
Nereis thompsoni är en ringmaskart som först beskrevs av Kott 1951.  Nereis thompsoni ingår i släktet Nereis och familjen Nereididae. Inga underarter finns listade i Catalogue of Life.